# El Cubo de Tierra del Vino
El Cubo de Tierra del Vino est une municipalité espagnole de la communauté autonome de Castille-et-León et de la province de Zamora. En 2021, elle comptait 316 habitants.